# Jimmy Kirkwood
Jimmy Kirkwood, född den 12 februari 1962 i Lisburn, Storbritannien, är en brittisk landhockeyspelare.
Han tog OS-guld i herrarnas landhockeyturnering i samband med de olympiska landhockeytävlingarna 1988 i Seoul.